# Murtaugh
Murtaugh és una població dels Estats Units a l'estat d'Idaho. Segons el cens del 2000 tenia 139 habitants.

## Demografia
Segons el cens del 2000, Murtaugh tenia 139 habitants, 49 habitatges, i 36 famílies. La densitat de població era de 357,8 habitants/km².
Dels 49 habitatges en un 36,7% hi vivien nens de menys de 18 anys, en un 67,3% hi vivien parelles casades, en un 6,1% dones solteres, i en un 26,5% no eren unitats familiars. En el 24,5% dels habitatges hi vivien persones soles el 12,2% de les quals corresponia a persones de 65 anys o més que vivien soles. El nombre mitjà de persones vivint en cada habitatge era de 2,84 i el nombre mitjà de persones que vivien en cada família era de 3,39.
Per edats la població es repartia de la següent manera: un 32,4% tenia menys de 18 anys, un 4,3% entre 18 i 24, un 28,1% entre 25 i 44, un 17,3% de 45 a 60 i un 18% 65 anys o més.
L'edat mediana era de 38 anys. Per cada 100 dones de 18 o més anys hi havia 104,3 homes.
La renda mediana per habitatge era de 23.929 $ i la renda mediana per família de 25.313 $. Els homes tenien una renda mediana de 21.875 $ mentre que les dones 16.250 $. La renda per capita de la població era de 9.934 $. Aproximadament el 12,8% de les famílies i el 15,8% de la població estaven per davall del llindar de pobresa.

## Poblacions més properes
El següent diagrama mostra les poblacions més properes.